# Südkoreanische Badmintonmeisterschaft 2006
Die Südkoreanische Badmintonmeisterschaft 2006 fand Mitte Dezember 2006 in Suwon statt. Es war die 49. Auflage der Titelkämpfe.

## Austragungsort
- Manseok Indoor Gymnasium

## Medaillengewinner
| Disziplin    | Gold                          | Silber                        | Bronze                      |
| ------------ | ----------------------------- | ----------------------------- | --------------------------- |
| Herreneinzel | Lee Hyun-il                   | Park Sung-hwan                | Shon Seung-mo               |
| Herreneinzel | Lee Hyun-il                   | Park Sung-hwan                | Hwang Jung-woon             |
| Dameneinzel  | Hwang Hye-youn                | Seo Yoon-hee                  | Lee Yun-hwa                 |
| Dameneinzel  | Hwang Hye-youn                | Seo Yoon-hee                  | Lee Hyun-jin                |
| Herrendoppel | Lee Yong-dae Jung Jae-sung    | Kim Yong-hyun Kang Myeong-won | Yoo Yong-sung Kim In-woo    |
| Herrendoppel | Lee Yong-dae Jung Jae-sung    | Kim Yong-hyun Kang Myeong-won | Lee Soon-cheol Ko Sung-hyun |
| Damendoppel  | Jung Youn-kyung Hong Soo-jung | Yim Kyung-jin Park Soo-hee    | Kim Min-jung Jung Kyung-eun |
| Damendoppel  | Jung Youn-kyung Hong Soo-jung | Yim Kyung-jin Park Soo-hee    | Ha Jung-eun Hwang Yu-mi     |
| Mixed        | Lee Dong-soo Chung Jae-hee    | Jung Jae-sung Jung Youn-kyung | Kim Yong-hyun Ha Yoo-jin    |
| Mixed        | Lee Dong-soo Chung Jae-hee    | Jung Jae-sung Jung Youn-kyung | Hwang Ji-man Park Sun-young |

## Finalergebnisse
| Disziplin    | Sieger                        | Finalist                      | Ergebnis            |
| ------------ | ----------------------------- | ----------------------------- | ------------------- |
| Herreneinzel | Lee Hyun-il                   | Park Sung-hwan                | 21-15, 21-18        |
| Dameneinzel  | Hwang Hye-youn                | Seo Yoon-hee                  | 21-17, 21-18        |
| Herrendoppel | Lee Yong-dae Jung Jae-sung    | Kim Yong-hyun Kang Myeong-won | 21-13, 21-8         |
| Damendoppel  | Jung Youn-kyung Hong Soo-jung | Yim Kyung-jin Park Soo-hee    | 21-15, 21-13        |
| Mixed        | Lee Dong-soo Chung Jae-hee    | Jung Jae-sung Jung Youn-kyung | 18-21, 21-13, 21-17 |